# Rhophitulus argentinus
Rhophitulus argentinus är en biart som först beskrevs av Carlos Schrottky 1910.  Rhophitulus argentinus ingår i släktet Rhophitulus och familjen grävbin. Inga underarter finns listade i Catalogue of Life.